# Johan Nordquist
Johan Nordqvist, född 5 oktober 1855 i Säbrå, död 1 oktober 1912 i Stockholm, var en svensk byggnadsingenjör och arkitekt.

## Biografi
Nordquist genomgick Tekniska elementarskolan i Örebro och praktiserade en tid i Växjö.
År 1881 bosatte han sig i Umeå, där han verkade som byggnadsingenjör och arkitekt. Han hade gott renommé bland umeåborna före stadsbranden i Umeå 1888. Av hans många gårdar finns bara löjtnant Grahns gård vid nuvarande Storgatan kvar. Också två högklassiska skolhus av sten finns kvar i Umeå, folkskollärarinneseminariet (nuvarande Hovrätten) från 1887 och Läroverket (senare gymnasieskolan Mimerskolan, och numera Hotell Mimer) från 1892–1900.
1886 flyttade Nordqvist till Stockholm och även där har han präglat arkitekturen. Våren 1893 utlystes en arkitekttävling om ett kyrkobygge på Majorsgatan på Östermalm, blivande Trefaldighetskyrkan, Stockholm. Domare var arkitekturprofessorn Isak Gustaf Clason, och han förordade den i Stockholm okände arkitekten Johan Nordqvist. Dock var Clason inte nöjd med fasaden så Nordvist fick nöja sig med kyrkorummet. 1895 tävlade han tillsammans med Erland Heurlin om Oscarskyrkan varvid de belönades med andra pris.
Under 20-talet år var han kontrollant vid överintendentsämbetet, men lämnade tjänsten 1905 till följd av vikande hälsa och sjukdom.
Nordqvist bodde på Valhallavägen fram till sin död 1912. Han är begravd på Norra begravningsplatsen utanför Stockholm.

## Arbeten (urval)
- Löjtnant Grahns gård, Umeå. 1882. Villa i puts- och stenimiterande nyrenässansstil
- Hovrätten för Övre Norrland, uppförd till folkskollärarinneseminariet. 1887. Nyrenässansstil
- Gamla folkskolan, Umeå. 1892 (tillsammans med F O Lindström).
- Interiören av Trefaldighetskyrkan, Stockholm. 1894. Nygotik
- Umeå högre allmänna läroverk (Mimerskolan) i Umeå, 1900. Nygotik
- Skolhus i Saltsjöbaden
- Ombyggnad av Umeå teater

## Bilder

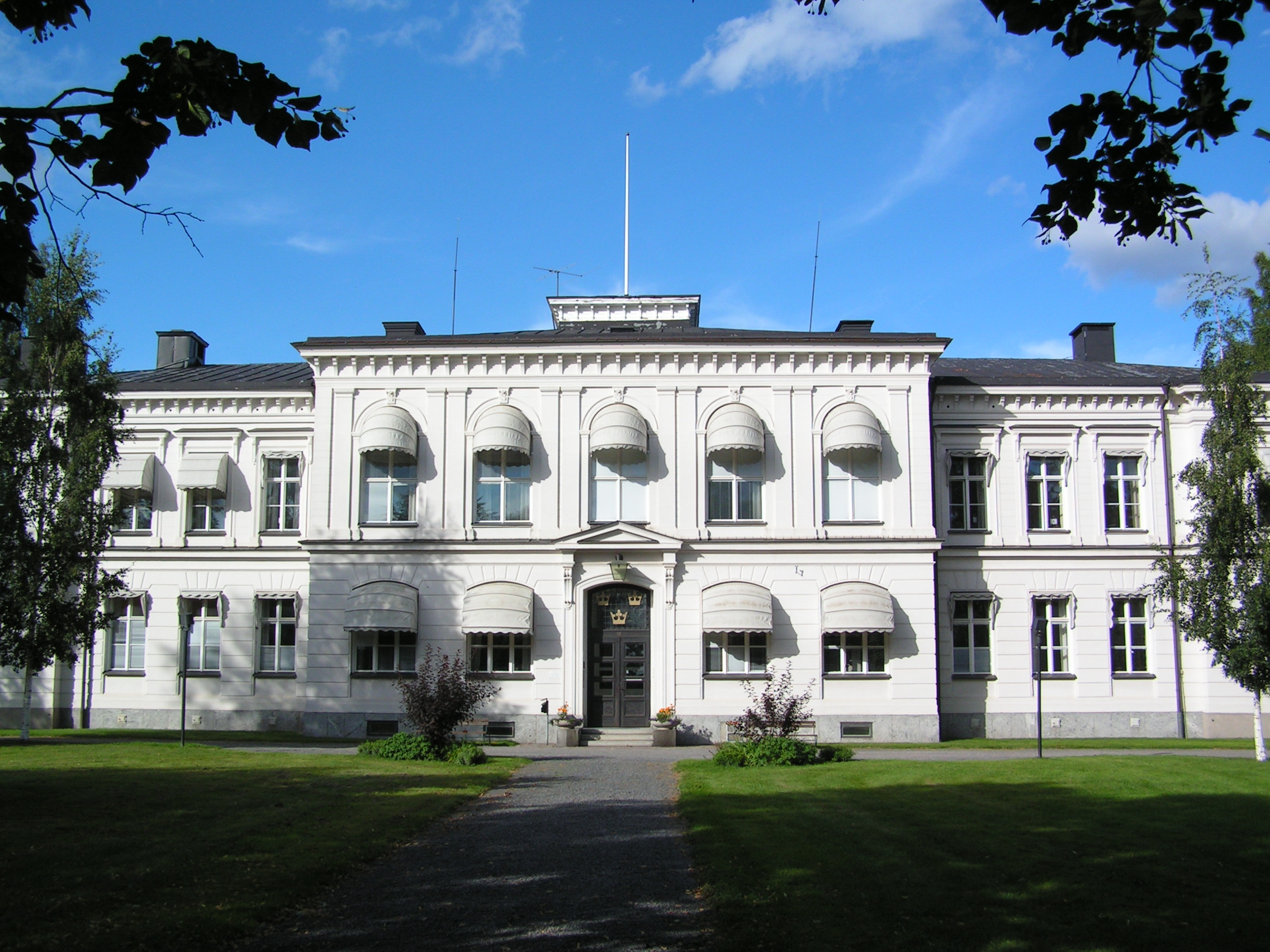
Hovrätten för Övre Norrland, Umeå.
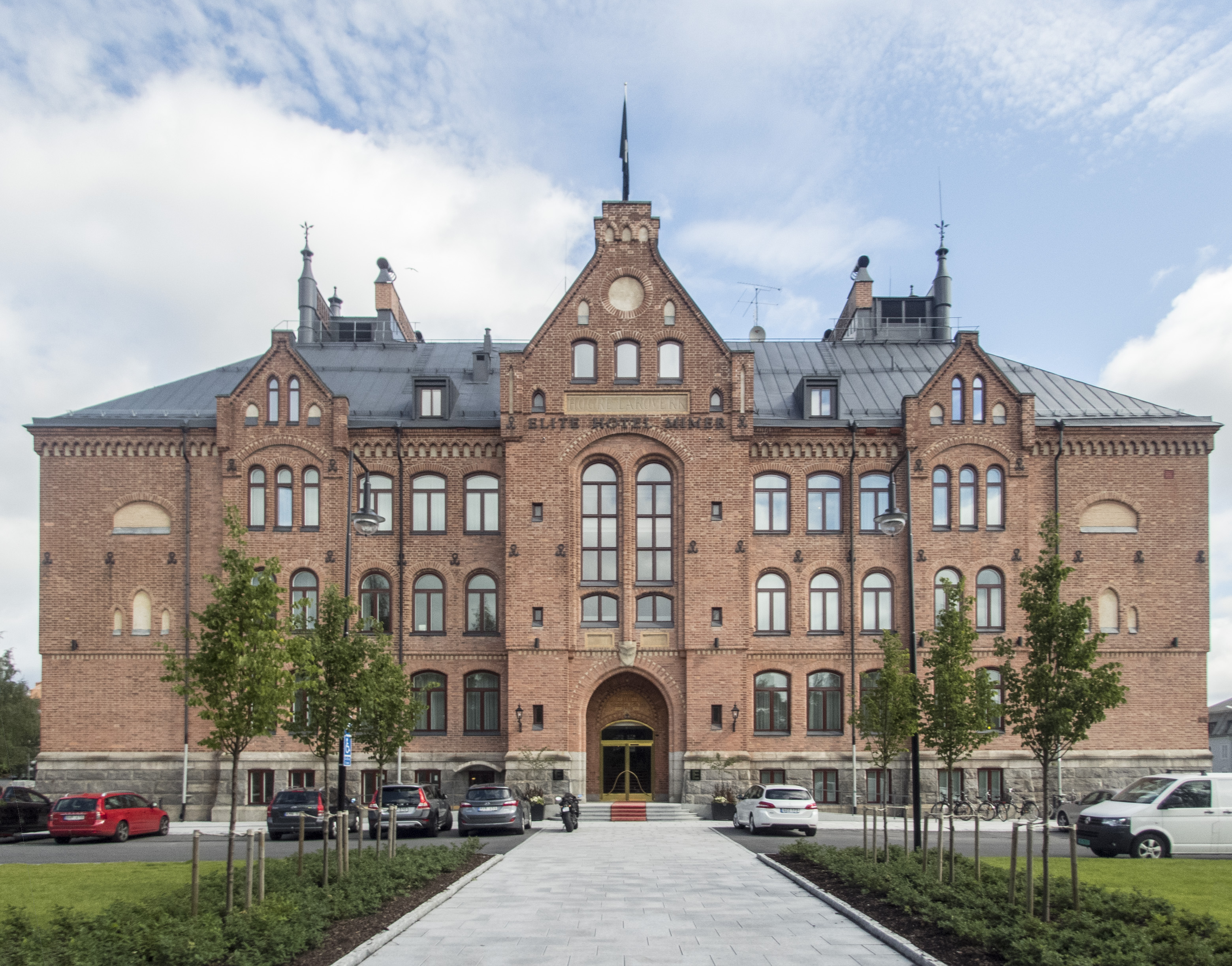
Elite Hotel Mimer, Umeå.
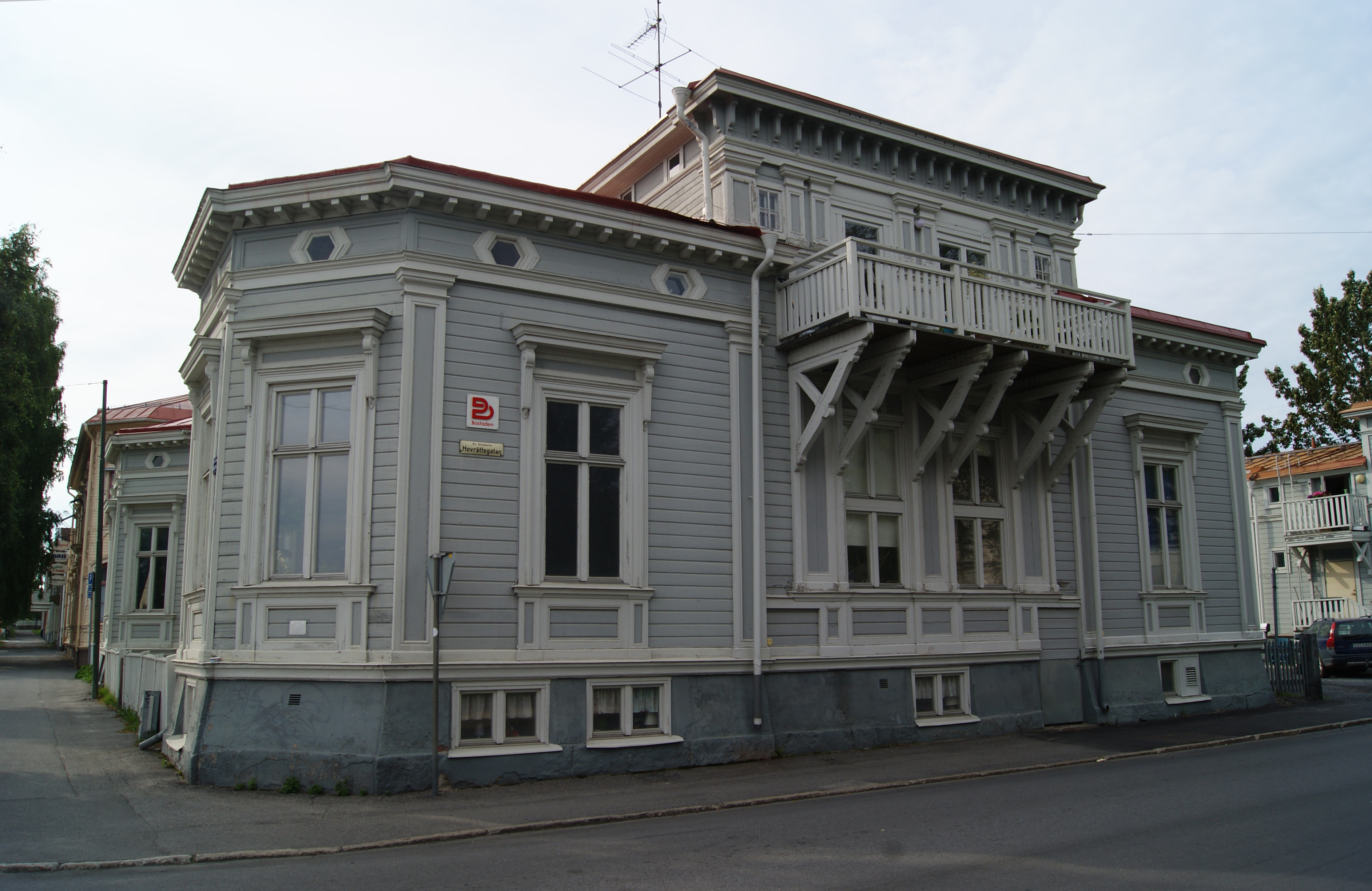
Löjtnant Grahns gård, Umeå.
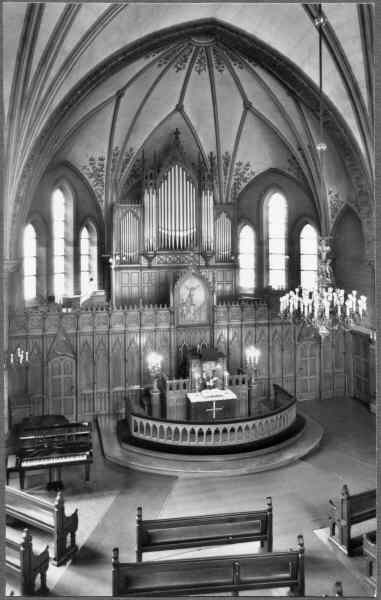
Trefaldighetskyrkan